# Museo Felipe Ángeles
El Museo Felipe Ángeles es un museo dedicado a Felipe Ángeles,localizado en Zacualtipán, estado de Hidalgo (México).

## Historia
Desde 2011 se iniciaron los planes para que la casa donde vivió Felipe Ángeles en Zacualtipán se convirtiera museo. El 18 de marzo de 2014 se llevó a cabo de manera formal la entrega de las llaves de la casa. El 1 de agosto de 2016 el museo fue inaugurado.

## Salas de exhibición
Cuenta con tres salas donde se conocen aspectos de la vida de este personaje revolucionario vistos desde varios periodos: 1908-1911, cuando el Partido Nacional Antirreeleccionista postula a Francisco I. Madero a la presidencia de México; 1912-1913, cuando Madero gana las elecciones extraordinarias en 1911; 1915-1916, la etapa más violenta del movimiento revolucionario.
Para ambientar el museo fue necesario recurrir a diferentes archivos fotográficos. Así, vemos al general en diferentes etapas de su carrera militar. Se invirtió un presupuesto cercano a los tres millones de pesos provenientes del gobierno federal, repartidos en la adquisición de la casa, la rehabilitación y equipamiento del recinto.